# لیگ برتر فوتبال انگلستان
لیگ برتر (به انگلیسی: Premier League) که در خارج از انگلستان با نام لیگ برتر فوتبال انگلستان (به انگلیسی: English Premier League) شناخته می‌شود، بالاترین سطح فوتبال باشگاهی در نظام لیگ‌های فوتبال انگلیس است هرساله با حضور ۲۰ تیم برگزار می‌شود و با استفاده از سیستم صعود و سقوط به چمپیونشیپ پیوند می‌خورد و معتبرترین و ارزشمندترین لیگ فوتبال جهان به‌شمار می‌آید.
هر فصل از رقابت‌ها در ماه اوت آغاز می‌شود و هر تیم بعد از انجام ۳۸ بازی (به صورت رفت و برگشت) در ماه مه به پایان می‌رسد.
این لیگ در ۲۰ فوریه ۱۹۹۲ و با نام لیگ برتر اتحادیه فوتبال (به انگلیسی: FA Premier League) به دنبال تصمیم باشگاه‌ها مبنی بر جدایی از لیگ دسته اول فوتبال انگلستان (بنیان‌گذاری در ۱۸۸۸) برای کسب حق پخش تلویزیونی بیشتر بنیان گذاشته شد. در فصل ۱۴–۲۰۱۳، اسکای بریتانیا و گروه بی‌تی برای پخش به ترتیب ۱۱۶ و ۳۸ بازی قراردادی به ارزش ۱ میلیارد پوند منعقد کردند. این لیگ سالیانه در مجموع برای پخش بازی‌ها به صورت داخلی و بین‌المللی ۲٫۲ میلیارد پوند درآمد دارد. در فصل ۱۵–۲۰۱۴ مجموع تیم‌ها سهمی معادل ۱٬۶۰۰ میلیون پوند داشتند که این رقم در فصل ۱۷–۲۰۱۶ به ۲٬۴۰۰ میلیون پوند رسید.
لیگ برتر با پخش شدن در بیش از ۲۱۲ سرزمین جهان و در ۶۴۳ میلیون خانه با بینندگانی که حداکثر به تعداد ۴٫۷ میلیارد نفر می‌رسند، پربیننده‌ترین لیگ ورزشی در دنیاست. در فصل ۱۵–۲۰۱۴، هر بازی در لیگ برتر به صورت میانگین ۳۶٬۰۰۰ تماشاگر داشت که دومین نرخ میانگین تماشاگر در فصل را پس از بوندسلیگا با ۴۳٬۵۰۰ نفر، در اختیار داشت. در اکثر بازی‌های لیگ برتر، استادیوم‌ها به صورت تقریباً کامل پر می‌شوند. لیگ برتر در جدول ضریب یوفا که بر پایهٔ عملکرد باشگاه‌ها در رقابت‌های اروپایی در پنج سال گذشته تنظیم می‌شود، در جایگاه اول قرار دارد.
از زمان شکل‌گیری این لیگ در سال ۱۹۹۲، چهل و نه باشگاه در آن رقابت کرده‌اند که تا به حال هفت باشگاه مختلف، موفق به قهرمانی شده‌اند.

## تاریخچه

### خاستگاه
با وجود موفقیت‌های فراوان باشگاه‌های انگلیسی در قارهٔ اروپا در دهه‌های ۱۹۷۰ و ۱۹۸۰ میلادی، اواخر دههٔ هشتاد دوران افول این باشگاه‌ها بود. استادیوم‌ها فرسوده شده بودند، هولیگانیسم به اوج خود رسیده بود و باشگاه‌های انگلیسی به خاطر فاجعه ورزشگاه  هیسل در سال ۱۹۸۵، به مدت ۵ سال از حضور در رقابت‌های اروپایی منع شدند. لیگ دسته اول فوتبال انگلستان، که از سال ۱۸۸۸ بالاترین سطح لیگ فوتبال انگلستان محسوب می‌شد از رقبایش در ایتالیا (سری آ) و اسپانیا (لا لیگا) از نظر تماشاگر و درآمد عقب مانده بود، به همین دلیل هم برخی از بهترین بازیکنان انگلیسی کشورشان را ترک کردند و به لیگ‌های خارجی رفتند.
با شروع دهه ۱۹۹۰ میلادی، این روند افولی متوقف شد و در جهت عکس شروع به حرکت کرد: در جام جهانی فوتبال ۱۹۹۰ انگلستان به نیمه‌نهایی رسید؛ یوفا ممنوعیت پنج‌سالهٔ حضور باشگاه‌های انگلیسی در رقابت‌های اروپایی را لغو کرد و در نتیجهٔ آن منچستر یونایتد در جام برندگان جام اروپا در سال ۱۹۹۱ به مقام قهرمانی رسید؛ و در نهایت هم گزارش تیلور که در آن مقررات ارتقای امنیت استادیوم‌ها آمده بود و بعد از فاجعه هیلزبورو نگاشته شد، در ژانویه همان سال منتشر گردید.
در دههٔ ۱۹۸۰ میلادی یک اتفاق بسیار مهم دیگر نیز برای باشگاه‌های انگلیسی افتاد؛ مارتین ادواردز در منچستر یونایتد، آیروینگ اسکولار در تاتنهام هاتسپر و دیوید دین در آرسنال، شروع به تغییر رویهٔ باشگاه‌هایشان کردند و قوانین تجارت، تبلیغات و درآمدزایی را برای مدیریت باشگاه‌هایشان سرلوحه قرار دادند که در نهایت منجر به افزایش قدرت باشگاه‌های برتر شد. آن‌ها با تهدید به جدایی از لیگ، توانستند قدرت رأی خود را افزایش دهند و به علاوهٔ آن، پنجاه درصد از درآمد کل اسپانسرینگ و حق پخش تلویزیونی را در سال ۱۹۸۶ به دست آوردند. در عین حال درآمد حق پخش تلویزیونی اهمیت دوچندانی یافت؛ در حالی که قرارداد حق پخش تلویزیونی بازی‌های لیگ انگلستان در سال ۱۹۸۶ ۶٫۳ میلیون پوند برای دو سال ارزش داشت، این رقم در سال ۱۹۸۸ به ۴۴ میلیون پوند برای چهار سال رسید که ۷۵ درصد از آن سهم باشگاه‌ها بود. در سال ۱۹۸۸، ده باشگاه تهدید به جدایی و ایجاد یک «سوپر لیگ» کردند، اما نهایتاً با گرفتن درصد بالایی از قرارداد حق پخش تلویزیونی، راضی به ماندن شدند. با بهبود وضع استادیوم‌ها، تعداد تماشاگرها و درآمد باشگاه‌ها افزایش یافت و بار دیگر باشگاه‌ها برای افزایش سرمایه‌گذاری بر روی ورزش، ترک لیگ فوتبال را در نظر گرفتند.

### بنیان‌گذاری
ب… ب. ب
در سال ۱۹۹۰، گرگ دایک مدیر تلویزیون لندن ویکند (LWT) با نمایندگان پنج باشگاه برتر انگلستان (منچستر یونایتد، لیورپول، تاتنهام، اورتون و آرسنال) دیدار کرد. در این دیدار راه جدایی از لیگ فوتبال مورد بررسی قرار گرفت. دایک معتقد بود که اگر بازی‌های باشگاه‌های بزرگ از تلویزیون ملی پخش شود، درآمد بیشتری نصیب LWT می‌شود و باشگاه‌ها نیز به همان نسبت سهم بیشتری نصیبشان می‌شود. این پنج باشگاه معتقد بودند که جدایی از لیگ و شکل‌دادن یک سوپرلیگ با حضور برترین باشگاه‌ها تصمیم خوبی است و قرار گذاشتند تا آن را اجرایی کنند؛ با این حال، لیگ فوتبال بدون حمایت اتحادیه فوتبال انگلستان هیچ اعتباری نداشت؛ بنابراین دیوید دین از آرسنال به مذاکره با اتحادیه فوتبال پرداخت تا ببیند آن‌ها راضی به انجام این کار هستند یا نه. اتحادیه فوتبال هم در آن زمان رابطهٔ خوبی با لیگ فوتبال نداشت و به دنبال راهی برای تضعیف آن بود.
در پایان فصل ۱۹۹۱، پیشنهادی برای تشکیل یک لیگ جدید با هدف درآمدزایی بیشتر ارائه شد. توافقنامهٔ اعضای مؤسس در ۱۷ ژوئیه ۱۹۹۱ توسط باشگاه‌های حاضر در بالاترین سطح امضا شد و قوانین ابتدایی برای شکل‌گیری لیگ برتر اتحادیه فوتبال تصویب گردید. قرار شد تا لیگ جدید از لحاظ تبلیغاتی و تجاری از اتحادیه فوتبال و لیگ فوتبال استقلال داشته باشد و بتواند به صورت مستقل بر سر مسائل اسپانسرینگ و حق پخش تلویزیونی مذاکره کند. گفته می‌شد که با درآمد بیشتر، باشگاه‌های انگلیسی می‌توانند با بهترین تیم‌های اروپایی رقابت کنند. با وجود این که دایک نقش به‌سزایی در شکل‌گیری لیگ برتر داشت، اما دایک و تلویزیونش قرار داد حق پخش تلویزیونی را به اسکای بریتانیا با مبلغ ۳۰۴ میلیون پوند واگذار کردند. همچنین حق پخش خلاصه بازی‌ها به برنامهٔ مچ آف د دی در بی‌بی‌سی اسپورت واگذار شد.
در سال ۱۹۹۲، تمامی باشگاه‌های حاضر در لیگ فوتبال به صورت جمعی از حضور در این لیگ انصراف دادند و در ۲۷ مهٔ ۱۹۹۲، لیگ برتر اتحادیه فوتبال به صورت یک شرکت خصوصی محدود که دفترش در اتحادیه فوتبال واقع در لنکستر گیت بود، بنیان‌گذاری شد. این مسئله به معنای جدایی از لیگ فوتبال با ۱۰۴ سال قدمت و ۴ دستهٔ مختلف بود؛ بعد از آن لیگ برتر با یک دسته بالاترین سطح فوتبال انگلستان بود و لیگ فوتبال سه دسته داشت. در فرمت مسابقات و تعداد تیم‌ها تغییری ایجاد نشد و لیگ برتر به وسیلهٔ قانون صعود و سقوط به لیگ دسته اول جدید متصل شد و به مانند قبل، از هر دسته، سه تیم به دستهٔ بالاتر صعود و سه تیم به دستهٔ پایین‌تر سقوط می‌کردند.
اولین فصل لیگ برتر در ۹۳–۱۹۹۲ برگزار شد. در این فصل از رقابت‌ها ۲۲ تیم در لیگ حضور داشتند. اولین گل این مسابقات توسط برایان دین بازیکن تیم شفیلد یونایتد در پیروزی ۲ بر ۱ مقابل منچستر یونایتد به ثمر رسید. ۲۲ باشگاهی که در فصل اول این رقابت‌ها حضور داشتند به ترتیب آرسنال، استون ویلا، بلکبرن، چلسی، کاونتری سیتی، کریستال پالاس، اورتون، ایپسویچ تاون، لیدز یونایتد، لیورپول، منچستر سیتی، منچستر یونایتد، میدلزبرو، نوریچ سیتی، ناتینگهام فارست، اولدهام اتلتیک، کویینز پارک رنجرز، شفیلد یونایتد، شفیلد ونزدی، ساوت‌همپتون، تاتنهام و ویمبلدون بودند. لوتون تاون، نوتس کانتی و وستهام یونایتد در پایان فصل ۹۲–۱۹۹۱ از لیگ دسته اول سقوط کرده بودند و نتوانستند در اولین فصل برگزاری لیگ برتر حضور داشته باشند.

### تسلط «بیگ فور» (دههٔ ۲۰۰۰ میلادی)
| فصل                | آرسنال | چلسی | لیورپول | منچستر یونایتد |
| ------------------ | ------ | ---- | ------- | -------------- |
| ۲۰۰۰–۱۹۹۹          | ۲      | ۵    | ۴       | ۱              |
| ۰۱–۲۰۰۰            | ۲      | ۶    | ۳       | ۱              |
| ۰۲–۲۰۰۱            | ۱      | ۶    | ۲       | ۳              |
| ۰۳–۲۰۰۲            | ۲      | ۴    | ۵       | ۱              |
| ۰۴–۲۰۰۳            | ۱      | ۲    | ۴       | ۳              |
| ۰۵–۲۰۰۴            | ۲      | ۱    | ۵       | ۳              |
| ۰۶–۲۰۰۵            | ۴      | ۱    | ۳       | ۲              |
| ۰۷–۲۰۰۶            | ۴      | ۲    | ۳       | ۱              |
| ۰۸–۲۰۰۷            | ۳      | ۲    | ۴       | ۱              |
| ۰۹–۲۰۰۸            | ۴      | ۳    | ۲       | ۱              |
| ۱۰–۲۰۰۹            | ۳      | ۱    | ۷       | ۲              |
| حضور در ۴ تیم برتر | ۱۱     | ۸    | ۸       | ۱۱             |
| از ۱۱ بار حضور     |        |      |         |                |

یکی از ویژگی‌های مهم لیگ برتر در طول دهه ۲۰۰۰ میلادی، سلطهٔ باشگاه‌های «بیگ فور» یا «چهار غول» باشگاه‌ها بود: آرسنال، چلسی، لیورپول و منچستر یونایتد. در طول این دهه، چهار رتبهٔ اول لیگ اغلب در اختیار این چهار تیم بود و از فصل ۰۴–۲۰۰۳ تا ۰۹–۲۰۰۸ تنها این تیم‌ها بودند که می‌توانستند به لیگ قهرمانان اروپا صعود کنند. آرسنال در فصل ۰۴–۲۰۰۳ بدون باخت قهرمان لیگ شد؛ اولین و تنها باری که چنین اتفاقی افتاده‌ است. در مهٔ ۲۰۰۸، کوین کیگان گفت که سلطهٔ «بیگ فور» این لیگ را تهدید می‌کند. او گفت که این لیگ در خطر تبدیل شدن به یکی از بزرگ‌ترین و حوصله‌سربرترین لیگ‌های دنیاست. ریچارد اسکودامور یکی از مدیران لیگ برتر در دفاع گفت که صرف نظر از این که شما در بالا، میان یا پایین جدول باشید، کشمکش‌ها و چالش‌های زیادی در لیگ برتر وجود دارد که آن را جذاب می‌کند.
بعد از پایان فصل ۰۹–۲۰۰۸ و در فصول بعدی، لیگ برتر شاهد پایان سلطهٔ این چهار تیم بود؛ چرا که تاتنهام و منچستر سیتی به جمع چهار تیم برتر راه یافتند. در فصل ۱۰–۲۰۰۹ تاتنهام در لیگ چهارم شد و برای اولین بار از سال ۲۰۰۵، یک تیم به جز «بیگ فور» حائز رتبهٔ چهارم شد. آخرین بار اورتون توانسته بود به این موفقیت دست پیدا کند. با این حال انتقاد از فاصلهٔ ایجاد شده میان «سوپر باشگاه‌ها» و باشگاه‌های دیگر همچنان ادامه دارد، خصوصاً به خاطر قدرت بالای مالی آن‌ها.

### شکل‌گیری «بیگ سیکس» (دهه ۲۰۱۰)
منچستر سیتی در فصل ۱۲–۲۰۱۱ قهرمان لیگ برتر شد و به اولین باشگاهی جز «بیگ فور» تبدیل شد که از فصل ۹۵–۱۹۹۴ قهرمان این لیگ می‌شود. همچنین در این سال دو تیم چلسی و لیورپول که جزو «بیگ فور» بودند، با رتبه‌ای پایین‌تر از چهارم به کار خود پایان دادند. معرفی منچستر سیتی به همراه تاتنهام هاتسپر که در دو فصل ۱۶–۲۰۱۵ و ۱۷–۲۰۱۶ به ترتیب دوم و سوم شدند، باعث شکل‌گیری «بیگ سیکس» یا «شش غول» گشت.
| ۱۱–۲۰۱۰       | ۴ | ۲  | ۶ | ۳  | ۱ | ۵                    |                |                |                |                |                |                |                |
| ۱۲–۲۰۱۱       | ۳ | ۶  | ۸ | ۱  | ۲ | ۴                    |                |                |                |                |                |                |                |
| ۱۳–۲۰۱۲       | ۴ | ۳  | ۷ | ۲  | ۱ | ۵                    |                |                |                |                |                |                |                |
| ۱۴–۲۰۱۳       | ۴ | ۳  | ۲ | ۱  | ۷ | ۶                    |                |                |                |                |                |                |                |
| ۱۵–۲۰۱۴       | ۳ | ۱  | ۶ | ۲  | ۴ | ۵                    |                |                |                |                |                |                |                |
| ۱۶–۲۰۱۵       | ۲ | ۱۰ | ۸ | ۴  | ۵ | ۳                    |                |                |                |                |                |                |                |
| ۱۷–۲۰۱۶       | ۵ | ۱  | ۴ | ۳  | ۶ | ۲                    |                |                |                |                |                |                |                |
| ۱۸–۲۰۱۷       | ۶ | ۵  | ۴ | ۱  | ۲ | ۳                    |                |                |                |                |                |                |                |
| ۱۹–۲۰۱۸       | ۵ | ۳  | ۲ | ۱  | ۶ | ۴                    |                |                |                |                |                |                |                |
| ۲۰–۲۰۱۹       | ۸ | ۴  | ۱ | ۲  | ۳ | ۶                    |                |                |                |                |                |                |                |
| حضور در ۴ تیم | ۶ | ۷  | ۵ | ۱۰ | ۶ | - class="sortbottom" | از ۱۰ بار حضور | از ۱۰ بار حضور | از ۱۰ بار حضور | از ۱۰ بار حضور | از ۱۰ بار حضور | از ۱۰ بار حضور | از ۱۰ بار حضور |

به خاطر این که تنها چهار تیم می‌توانند به لیگ قهرمانان اروپا صعود کنند، رقابت سخت‌تری میان این شش تیم برای صعود به این رقابت‌ها شکل گرفته‌ است. در فصول بعد از ۱۲–۲۰۱۱، منچستر یونایتد و لیورپول هم در چند فصل از جمع چهار تیم برتر جدا شدند و چلسی حتی در فصل ۱۶–۲۰۱۵ به رتبهٔ دهم دست یافت. آرسنال در فصل ۱۷–۲۰۱۶ پنجم شد و به بیست سال حضور متوالی در جمع چهار تیم برتر لیگ پایان داد.
بیرون از زمین نیز این شش باشگاه از نظر قدرت مالی قوی‌تر از باشگاه‌های دیگر هستند؛ چرا که سهم بیشتری از درآمدهای مختلف دارند. منتقدان معتقدند که تقسیم مساوی و عادلانهٔ درآمدها در لیگ برتر باعث رقابتی‌تر شدن لیگ و توفیقات در آینده می‌شود.

### تغییرات
با اصرار فدراسیون جهانی فوتبال (فیفا) مبنی بر کاهش تعداد تیم‌های لیگ‌های داخلی، در سال ۱۹۹۵ تعداد تیم‌های لیگ برتر از ۲۲ تیم به ۲۰ تیم کاهش یافت. در آن فصل چهار تیم از لیگ برتر به دستهٔ پایین‌تر سقوط کردند و تنها دو تیم از دستهٔ پایین‌تر به لیگ برتر راه یافتند. در ۸ ژوئن ۲۰۰۶، فیفا از تمامی لیگ‌های بزرگ اروپایی از جمله سری آ ایتالیا و لا لیگای اسپانیا خواست تا تعداد تیم‌هایشان را به ۱۸ تغییر دهند. اما این درخواست با مخالفت لیگ برتر روبه‌رو شد و در نهایت هم فصل ۰۸–۲۰۰۷ با ۲۰ تیم آغاز گردید.
در سال ۲۰۰۷، نام لیگ برتر اتحادیه فوتبال ساده‌تر شد و به لیگ برتر تغییر کرد.

## ساختار شرکت
لیگ برتر اتحادیه فوتبال یک شرکت با مسئولیت محدود است که ۲۰ تیم حاضر در آن سهامداران این شرکت محسوب می‌شوند. هر باشگاه عضو در جلسات تغییر قوانین و تصمیم‌گیری دارای یک رأی می‌باشد. باشگاه‌ها یک مدیر، مدیر اجرایی و هیئت مدیره برای لیگ برتر انتخاب می‌کنند تا ادارهٔ لیگ را بر عهده بگیرند. در حال حاضر دیو ریچاردز مدیر لیگ برتر است که از آوریل ۱۹۹۹ این سمت را برعهده داشته‌است. همچنین ریچارد اسکودامور از نوامبر ۱۹۹۹ مدیر اجرایی این لیگ بوده‌است. جان کوینتون و پیتر لیور مدیران پیشین لیگ برتر بعد از آن که زد و بند آن‌ها با مدیران سابق اسکای افشا شد، از سمت خود استعفا کردند. اتحادیه فوتبال انگلستان به صورت کامل و روزانه در اعمال لیگ برتر دخالت ندارد، اما به عنوان یک سهام‌دار خاص در هنگام انتخاب مدیر و مدیر اجرایی و تغییر قوانین دارای حق وتو می‌باشد.
لیگ برتر نمایندگانی نیز در اتحادیه باشگاه‌های فوتبال اروپا نیز دارد؛ باشگاه‌ها بر اساس ضریب یوفا اجازه پیدا می‌کنند تا در این سازمان نماینده داشته باشند. در فصل ۱۳–۲۰۱۲ باشگاه‌های چلسی، استون ویلا، آرسنال ،اورتون ، فولام، لیورپول منچستر سیتی، منچستر یوناتد، نیوکاسل و تاتنهام در این سازمان نماینده داشتند. اتحادیه باشگاه‌های فوتبال اروپا وظیفهٔ انتخاب سه نماینده برای کمیتهٔ برگزاری مسابقات یوفا را دارد؛ این کمیته مسئول برگزاری مسابقاتی همچون لیگ قهرمانان اروپا و لیگ اروپا می‌باشد.

## فرمت مسابقات

### مسابقات
۲۰ تیم در لیگ برتر حضور دارند که در طول فصل (از ماه اوت تا مه) هر کدام با یک دیگر دو بار (به صورت رقابت‌های دوره‌ای) بازی می‌کنند؛ که هر کدام از بازی‌ها در ورزشگاه خانگی یکی از تیم‌ها برگزار می‌شود. هر تیم در هر فصل ۳۸ بار به میدان می‌رود. تیم‌ها به ترتیب بر اساس امتیاز، تفاضل گل و گل زده رده‌بندی می‌شوند. اگر همهٔ این‌ها مساوی باشد، دو تیم در رده‌ای مساوی قرار می‌گیرند. اگر مشخص شدن ردهٔ دو تیم برای قهرمانی، سقوط یا صعود به مسابقات اروپایی اهمیت داشته باشد، یک بازی پلی‌آف بین دو تیم در زمین بی‌طرف برگزار می‌شود و برندهٔ آن بازی به ردهٔ بالاتر دست پیدا می‌کند. سه تیم پایین جدول لیگ برتر به چمپیونشیپ سقوط می‌کنند. دو تیم برتر چمپیونشیپ به صورت مستقیم به لیگ برتر می‌آیند و یک تیم هم از طریق مسابقات پلی‌آف بین تیم‌های سوم تا ششم به این لیگ صعود می‌کند.

### صعود به رقابت‌های اروپایی
از فصل ۱۰–۲۰۰۹ قوانین صعود به لیگ قهرمانان تغییر کرد. در این سال مقرر شد تا چهار تیم اول به‌طور مستقیم به لیگ قهرمانان بروند؛ سه تیم اول به صورت مستقیم و تیم چهارم هم به مسابقات پلی‌آف برود. پیش از این دو تیم اول به صورت مستقیم به لیگ قهرمانان راه پیدا می‌کردند. این قانون در فصل ۱۸–۲۰۱۷ نیز دوباره عوض شد و چهار تیم اول این مسابقات به صورت مستقیم به لیگ قهرمانان صعود خواهند کرد.
تیم پنجم لیگ برتر به صورت مستقیم به لیگ اروپا صعود می‌کند و تیم‌های ششم و هفتم هم می‌توانند به این مسابقات بروند؛ بسته به این که چه تیم یا تیم‌هایی قهرمان مسابقات حذفی داخلی (جام حذفی و جام اتحادیه) می‌شود. قهرمانان این جام‌ها به لیگ اروپا صعود می‌کنند؛ اما اگر آن‌ها قبلاً موفق به صعود به لیگ قهرمانان اروپا شده باشند، صعود به لیگ اروپا به تیم‌های ششم و هفتم اهدا می‌شود. و این مورد باعث شده که جام اتحادیه و جام حذفی در بین تیم‌ها مهم باشد.
در سال ۲۰۰۵، لیورپول قهرمان لیگ قهرمانان اروپا شد، اما موفق نشد در لیگ سهمیهٔ لیگ قهرمانان را به دست بیاورد. یوفا در آن سال به لیورپول استثنائاً اجازه داد تا در لیگ قهرمانان حضور داشته باشد و انگلیس در آن سال در اروپا پنج نماینده داشت. بلافاصله نیز قانونی تصویب شد که قهرمانان لیگ قهرمانان اروپا بدون توجه به رتبه‌شان در لیگ داخلی به لیگ سال بعد صعود خواهند کرد. اما این موضوع به این معنا بود که اگر تیمی قهرمان شد و در لیگ بین چهار تیم نبود، تیم چهارم از راهیابی به لیگ قهرمانان بازمی‌ماند. این اتفاق در سال ۲۰۱۲ افتاد، زمانی که چلسی که قهرمان لیگ قهرمانان اروپا شده بود، در لیگ به رتبهٔ ششم رسید و تاتنهام هاتسپر که در لیگ چهارم شده بود، به جای لیگ قهرمانان به لیگ اروپا رفت.
از شروع فصل ۱۶–۲۰۱۵، قهرمان لیگ اروپا نیز به صورت مستقیم به لیگ قهرمانان اروپا صعود می‌کند. همچنین حداکثر تیم‌هایی که از یک فدراسیون می‌تواند در لیگ قهرمانان حضور داشته باشد، به پنج افزایش یافت. یک لیگ مانند لیگ برتر که چهار سهمیه در اروپا دارد، تنها در صورتی تعداد نماینده‌هایش به پنج می‌رسد که یکی از تیم‌هایی که در لیگ بین چهار تیم برتر نیستند، قهرمان لیگ قهرمانان اروپا یا لیگ اروپا شود.
در سال ۲۰۰۷، لیگ برتر بر اساس عملکرد باشگاه‌های انگلیسی در اروپا در پنج سال اخیر، بیشترین امتیاز را کسب کرد و به تسلط هشت سالهٔ لالیگا پایان داد.

### باشگاه‌های لیگ برتر در مسابقات بین‌المللی
بین فصل‌های ۹۳–۱۹۹۲ تا ۱۹–۲۰۱۸ باشگاه‌های لیگ برتر پنج بار قهرمان لیگ قهرمانان اروپا شدند و هفت نایب قهرمانی را نیز داشتند که پشت سر لا لیگا با ده قهرمانی و جلوتر از سری آ با پنج قهرمانی و بوندسلیگای آلمان با سه قهرمانی قرار می‌گیرد. منچستر یونایتد و لیورپول هرکدام یک بار به ترتیب در سالهای ۲۰۰۸ و ۲۰۱۹ قهرمان جام باشگاه‌های جهان شده و تیم‌های لیورپول و چلسی هم هر کدام یک بار در سال‌های ۲۰۰۵ و ۲۰۱۲ قهرمان شده‌اند؛ که از این نظر نیز پشت سر لالیگای اسپانیا با هفت قهرمانی، لیگ برتر برزیل با چهار قهرمانی و جلوتر از سری آ ایتالیا با دو قهرمانی قرار دارد.

### صعود و سقوط
یک سیستم صعود و سقوط بین لیگ برتر و چمپیونشیپ وجود دارد. سه تیم پایین جدول لیگ برتر به چمپیونشیپ سقوط می‌کنند و دو تیم اول چمپیونشیپ به صورت مستقیم به لیگ برتر صعود می‌کنند؛ یک تیم نیز از بازی‌های پلی‌آفی که بین تیم‌های سوم تا ششم چمپیونشیپ برگزار می‌شود به لیگ برتر صعود می‌کند. لیگ برتر در ابتدای تأسیس ۲۲ تیم داشت و در سال ۱۹۹۵ به ۲۰ تیم کاهش یافت.

### مبارزه با نژادپرستی
با اعلام رسمی سازمان لیگ برتر انگلیس و با تصمیم کاپیتان‌های لیگ برتری، بازیکنان شاغل در این لیگ از فصل پیش‌رو دیگر پیش از آغاز بازی‌ها از زانو زدن برای مبارزه با نژادپرستی خودداری می‌کنند و در عوض از این حرکت نمادین در بازی‌های خاصی در طول فصل از جمله فینال جام حذفی انگلیس، فینال جام اتحادیه انگلیس، بازی‌های باکسینگ دی و در هفته‌هایی که مختص مبارزه با نژادپرستی است، استفاده خواهند کرد تا این پیام را تقویت کنند که نژادپرستی در فوتبال یا جامعه جایی ندارد. این کمپین در پی قتل جورج فلوید در سال ۲۰۲۰ آغاز شد و بیش از دو سال به طول انجامید.

### تغییرات در تعداد تعویض‌ها درسال ۲۰۲۲
از فصل ۲۳–۲۰۲۲، باشگاه‌ها می‌توانند به جای سه تعویض، پنج تعویض انجام دهند. این تعویض‌ها را می‌توان در سه توقف در طول زمان بازی و علاوه بر آن در بین دو نیمه، مطابق با بقیه شش لیگ برتر اروپایی (بوندسلیگا، لیگ ۱، اردیویسه، لالیگا و سری آ) انجام داد.

## قهرمان‌ها

### تعداد قهرمانی
| باشگاه         | قهرمانی | نایب قهرمانی | فصل‌های قهرمانی |
| -------------- | ------- | ------------ | --- |
| منچستر یونایتد | ۱۳      | ۷            | ۱۹۹۲–۹۳, ۱۹۹۳–۹۴, ۱۹۹۵–۹۶, ۱۹۹۶–۹۷, ۱۹۹۸–۹۹, ۱۹۹۹–۲۰۰۰, ۲۰۰۰–۰۱, ۲۰۰۲–۰۳, ۲۰۰۶–۰۷, ۲۰۰۷–۰۸, ۲۰۰۸–۰۹, ۲۰۱۰–۱۱, ۲۰۱۲–۱۳ |
| منچستر سیتی    | ۸       | ۳            | ۲۰۱۱–۱۲, ۲۰۱۳–۱۴, ۲۰۱۷–۱۸, ۲۰۱۸–۱۹, ۲۰۲۰–۲۱, ۲۰۲۱–۲۲, ۲۰۲۲–۲۳, ۲۰۲۳–۲۴                                                |
| چلسی           | ۵       | ۴            | ۲۰۰۴–۰۵, ۲۰۰۵–۰۶, ۲۰۰۹–۱۰, ۲۰۱۴–۱۵, ۲۰۱۶–۱۷                                                                           |
| آرسنال         | ۳       | ۸            | ۱۹۹۷–۹۸, ۲۰۰۱–۰۲, ۲۰۰۳–۰۴                                                                                             |
| لیورپول        | ۲       | ۵            | ۲۰۱۹–۲۰ , ۲۰۲۴–۲۵ |
| بلکبرن روورز   | ۱       | ۱            | ۱۹۹۴–۹۵ |
| لستر سیتی      | ۱       | ۰            | ۲۰۱۵–۱۶ |

### سه تیم برتر هر فصل
| فصل       | قهرمانی        | نایب قهرمانی    | سومی            |
| --------- | -------------- | --------------- | --------------- |
| ۹۳–۱۹۹۲   | منچستر یونایتد | استون ویلا      | نوریچ سیتی      |
| ۹۴–۱۹۹۳   | منچستر یونایتد | بلکبرن راورز    | نیوکاسل         |
| ۹۵–۱۹۹۴   | بلکبرن راورز   | منچستر یونایتد  | ناتینگهام فارست |
| ۹۶–۱۹۹۵   | منچستر یونایتد | نیوکاسل یونایتد | لیورپول         |
| ۹۷–۱۹۹۶   | منچستر یونایتد | نیوکاسل یونایتد | آرسنال          |
| ۹۸–۱۹۹۷   | آرسنال         | منچستر یونایتد  | لیورپول         |
| ۹۹–۱۹۹۸   | منچستر یونایتد | آرسنال          | چلسی            |
| ۲۰۰۰–۱۹۹۹ | منچستر یونایتد | آرسنال          | لیدز یونایتد    |
| ۰۱–۲۰۰۰   | منچستر یونایتد | آرسنال          | لیورپول         |
| ۰۲–۲۰۰۱   | آرسنال         | لیورپول         | منچستر یونایتد  |
| ۰۳–۲۰۰۲   | منچستر یونایتد | آرسنال          | نیوکاسل         |
| ۰۴–۲۰۰۳   | آرسنال         | چلسی            | منچستر یونایتد  |
| ۰۵–۲۰۰۴   | چلسی           | آرسنال          | منچستر یونایتد  |
| ۰۶–۲۰۰۵   | چلسی           | منچستر یونایتد  | لیورپول         |
| ۰۷–۲۰۰۶   | منچستر یونایتد | چلسی            | لیورپول         |
| ۰۸–۲۰۰۷   | منچستر یونایتد | چلسی            | آرسنال          |
| ۰۹–۲۰۰۸   | منچستر یونایتد | لیورپول         | چلسی            |
| ۱۰–۲۰۰۹   | چلسی           | منچستر یونایتد  | آرسنال          |
| ۱۱–۲۰۱۰   | منچستر یونایتد | چلسی            | منچستر سیتی     |
| ۱۲–۲۰۱۱   | منچستر سیتی    | منچستر یونایتد  | آرسنال          |
| ۱۳–۲۰۱۲   | منچستر یونایتد | منچستر سیتی     | چلسی            |
| ۱۴–۲۰۱۳   | منچستر سیتی    | لیورپول         | چلسی            |
| ۱۵–۲۰۱۴   | چلسی           | منچستر سیتی     | آرسنال          |
| ۱۶–۲۰۱۵   | لستر سیتی      | آرسنال          | تاتنهام         |
| ۱۷–۲۰۱۶   | چلسی           | تاتنهام         | منچستر سیتی     |
| ۱۸–۲۰۱۷   | منچستر سیتی    | منچستر یونایتد  | تاتنهام         |
| ۱۹–۲۰۱۸   | منچستر سیتی    | لیورپول         | چلسی            |
| ۲۰۱۹–۲۰   | لیورپول        | منچستر سیتی     | منچستر یونایتد  |
| ۲۱–۲۰۲۰   | منچستر سیتی    | منچستر یونایتد  | لیورپول         |
| ۲۲–۲۰۲۱   | منچستر سیتی    | لیورپول         | چلسی            |
| ۲۳–۲۰۲۲   | منچستر سیتی    | آرسنال          | منچستر یونایتد  |
| ۲۰۲۳-۲۴   | منچستر سیتی    | آرسنال          | لیورپول         |
| ۲۵–۲۰۲۴   | لیورپول        | آرسنال          | منچستر سیتی     |

## باشگاه‌ها

### استادیوم‌ها و مکان‌های تیم‌های فصل ۲۴-۲۰۲۳
| تیم                           | محل                  | استادیوم               | ظرفیت  |
| ----------------------------- | -------------------- | ---------------------- | ------ |
| آرسنال                        | لندن (هالووی)        | ورزشگاه امارات         | ۶۰٬۷۰۴ |
| استون ویلا                    | بیرمنگام             | پارک ویلا              | ۴۲٬۶۸۲ |
| بورنموث                       | بورنموث              | دادگاه دین             | ۱۱٬۳۸۴ |
| برنتفورد                      | لندن (برنتفورد)      | ورزشگاه گریفین پارک    | ۱۲٬۲۱۹ |
| برایتون اند هوو آلبیون        | فالمر                | استادیوم فالمر         | ۳۱٬۸۰۰ |
| چلسی                          | لندن (فولام)         | پل استمفورد            | ۴۰٬۸۳۴ |
| کریستال پالاس                 | لندن (سلهرست)        | پارک سلهرست            | ۲۵٬۴۸۶ |
| اورتون                        | لیورپول (والتون)     | پارک گودیسون           | ۳۹٬۴۱۴ |
| فولام                         | لندن (فولام)         | کلبه کریون             | ۱۹٬۳۵۹ |
| ساوتهمپتون                    | ساوتهمپتون           | سنت مریز               | ۳۲٬۳۸۴ |
| لسترسیتی                      | لستر                 | کینگ پاور              | ۳۲٬۲۶۱ |
| لیورپول                       | لیورپول (آنفیلد)     | آنفیلد                 | ۵۹٬۳۹۴ |
| منچستر سیتی                   | منچستر (برادفورد)    | ورزشگاه اتحاد          | ۵۵٬۰۱۷ |
| منچستر یونایتد                | منچستر (اولدترافورد) | اولدترافورد            | ۷۴٬۱۴۰ |
| باشگاه فوتبال نیوکاسل یونایتد | نیوکاسل از تاین      | پارک سنت جیمز          | ۵۲٬۳۰۵ |
| ناتینگهام فارست               | وست بریگفورد         | زمین شهر               | ۳۰٬۴۴۵ |
| ایپسویچ تاون                  | ایپسویچ              | استادیوم پورتمن رود    | ۳۰٬۳۱۱ |
| تاتنهام هاتسپر                | لندن (تاتنهام)       | ورزشگاه تاتنهام هاتسپر | ۶۲٬۸۵۰ |
| وستهام یونایتد                | لندن (استراتفورد)    | ورزشگاه لندن           | ۶۲٬۵۰۰ |
| ولورهمپتون واندررز            | ولورهمپتون           | استادیوم مولینوکس      | ۳۲٬۰۵۰ |

### حامی مالی
از سال ۱۹۹۳ تا ۲۰۱۶ دو شرکت حامی مالی پیکارهای لیگ برتر انگلستان بوده‌اند که در میان آن‌ها بانک بارکلیز مدت زمان بیشتری حامی مالی این مسابقات بوده است.
- ۱۹۹۳–۱۹۹۲: بدون حامی مالی
- ۲۰۰۱–۱۹۹۳: کارلینگ (شرکت ساخت مشروبات الکلی)
- ۲۰۰۴–۲۰۰۱: بارکلیز (بارکلی کارت، کارت اعتباری بانک بارکلیز)
- ۲۰۰۴–۲۰۱۶: بانک بارکلیز
- ۲۰۱۶–اکنون: تگ هویر

## آمار لیگ برتر

### بیشترین حضور در لیگ برتر
گرت بری با ۶۴۷ بازی در مسابقات لیگ برتر، بیشترین حضور در تمامی ادوار این پیکارها را در اختیار دارد و پس از او رایان گیگز با ۶۳۲ حضور، جایگاه دوم را در اختیار دارد.

اسامی برجسته شده همچنان در لیگ برتر بازی می‌کنند.
تا تاریخ ۸ فوریه ۲۰۱۸
| رتبه | بازیکن       | باشگاه(ها)                                                      | تعداد حضور |
| ---- | ------------ | --------------------------------------------------------------- | ---------- |
| ۱    | گرت بری      | استون ویلا، منچستر سیتی، اورتون، وست بروم                       | ۶۴۷        |
| ۲    | رایان گیگز   | منچستر یونایتد                                                  | ۶۳۲        |
| ۳    | فرانک لمپارد | وستهام، چلسی، منچستر سیتی                                       | ۶۰۹        |
| ۴    | دیوید جیمز   | لیورپول، استون ویلا، وستهام، منچستر سیتی، پورتسموث              | ۵۷۲        |
| ۵    | گری اسپید    | لیدز یونایتد، اورتون، نیوکاسل، بولتون واندررز                   | ۵۳۵        |
| ۶    | امیل هسکی    | لستر سیتی، لیورپول، بیرمنگام، ویگان اتلتیک، استون ویلا          | ۵۱۶        |
| ۷    | مارک شوارزر  | میدلزبورو، فولام، چلسی، لستر سیتی                               | ۵۱۴        |
| ۸    | جیمی کرگر    | لیورپول                                                         | ۵۰۸        |
| ۹    | فیل نویل     | منچستر یونایتد، اورتون                                          | ۵۰۵        |
| ۱۰   | استیون جرارد | لیورپول                                                         | ۵۰۴        |
| ۱۰   | ریو فردیناند | وستهام یونایتد، لیدز یونایتد، منچستر یونایتد، کویینز پارک رنجرز | ۵۰۴        |

### بهترین گلزنان تمامی ادوار
تا تاریخ ۲۵ آوریل ۲۰۲۵
| رتبه | ملیت     | نام          | سال‌های حضور                   | گل  | تعداد حضور |
| ---- | -------- | ------------ | ----------------------------- | --- | ---------- |
| ۱    | انگلستان | آلن شیرر     | ۱۹۹۲–۲۰۰۶                     | ۲۶۰ | ۴۴۱        |
| ۲    | انگلستان | هری کین      | ۲۰۱۲–۲۰۲۳                     | ۲۱۳ | ۳۲۰        |
| ۳    | انگلستان | وین رونی     | ۲۰۰۲–۲۰۱۸                     | ۲۰۸ | ۴۹۱        |
| ۴    | انگلستان | اندرو کول    | ۱۹۹۲–۲۰۰۸                     | ۱۸۷ | ۴۱۴        |
| ۵    | مصر      | محمد صلاح    | ۲۰۱۴-۲۰۱۵ ۲۰۱۷-               | ۱۸۵ | ۲۹۷        |
| ۶    | آرژانتین | سرخیو آگوئرو | ۲۰۲۱–۲۰۱۱                     | ۱۸۴ | ۲۷۵        |
| ۷    | انگلستان | فرانک لمپارد | ۱۹۹۵–۲۰۱۵                     | ۱۷۷ | ۶۰۹        |
| ۸    | فرانسه   | تیری هانری   | ۱۹۹۹–۲۰۰۷ ۲۰۱۲                | ۱۷۵ | ۲۵۸        |
| ۹    | انگلستان | رابی فاولر   | ۱۹۹۳–۲۰۰۷ ۲۰۰۸                | ۱۶۳ | ۳۷۹        |
| ۱۰   | انگلستان | جرمین دفو    | ۲۰۰۱–۲۰۰۳ ۲۰۰۴–۲۰۱۴ ۲۰۱۵–۲۰۱۹ | ۱۶۲ | ۴۹۶        |
| ۱۱   | انگلستان | مایکل اوون   | ۱۹۹۶–۲۰۰۴ ۲۰۰۵–۲۰۱۳           | ۱۵۰ | ۳۲۶        |
| ۱۲   | انگلستان | لس فردیناند  | ۱۹۹۲–۲۰۰۵                     | ۱۴۹ | ۳۵۱        |

### پرافتخارترین سرمربی‌های تاریخ لیگ برتر

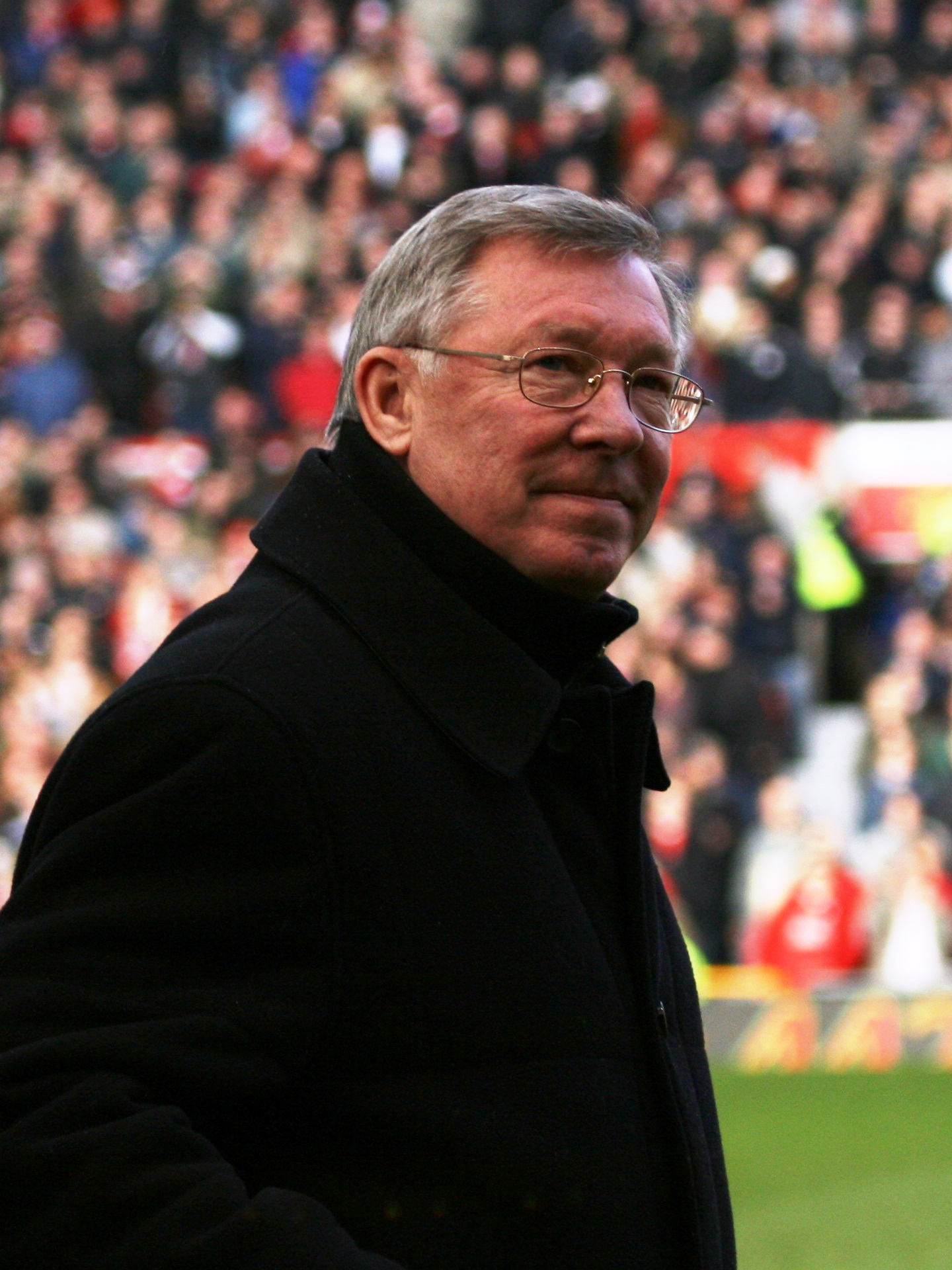
سر الکس فرگوسن با ۱۳ عنوان قهرمانی، پرافتخارترین سرمربی تاریخ لیگ برتر است.

| سرمربی         | باشگاه(ها)    | تعداد قهرمانی | فصل‌های قهرمانی |
| -------------- | ------------- | ------------- | --- |
| الکس فرگوسن    | منچستریونایتد | ۱۳            | ۹۳–۱۹۹۲، ۹۴–۱۹۹۳، ۹۶–۱۹۹۵، ۹۷–۱۹۹۶، ۹۹–۱۹۹۸، ۲۰۰۰–۱۹۹۹، ۰۱–۲۰۰۰، ۰۳–۲۰۰۲، ۰۷–۲۰۰۶، ۰۸–۲۰۰۷، ۰۹–۲۰۰۸، ۱۱–۲۰۱۰، ۱۳–۲۰۱۲ |
| پپ گواردیولا   | منچسترسیتی    | ۶             | ۱۸–۲۰۱۷، ۱۹–۲۰۱۸، ۲۱–۲۰۲۰، ۲۲-۲۰۲۱، ۲۳-۲۰۲۲، ۲۴-۲۰۲۳                                                                  |
| آرسن ونگر      | آرسنال        | ۳             | ۹۸–۱۹۹۷، ۰۲–۲۰۰۱، ۰۴–۲۰۰۳                                                                                             |
| ژوزه مورینیو   | چلسی          | ۳             | ۰۵–۲۰۰۴، ۰۶–۲۰۰۵، ۱۵–۲۰۱۴                                                                                             |
| کنی دالگلیش    | بلکبرن راورز  | ۱             | ۹۵–۱۹۹۴ |
| کارلو آنچلوتی  | چلسی          | ۱             | ۱۰–۲۰۰۹ |
| روبرتو مانچینی | منچسترسیتی    | ۱             | ۱۲–۲۰۱۱ |
| مانوئل پیگرینی | منچسترسیتی    | ۱             | ۱۴–۲۰۱۳ |
| کلودیو رانیری  | لسترسیتی      | ۱             | ۱۶–۲۰۱۵ |
| آنتونیو کونته  | چلسی          | ۱             | ۱۷–۲۰۱۶ |
| یورگن کلوپ     | لیورپول       | ۱             | ۲۰–۲۰۱۹ |
| آرنه اسلوت     | لیورپول       | ۱             | ۲۵–۲۰۲۴ |

## مربیان

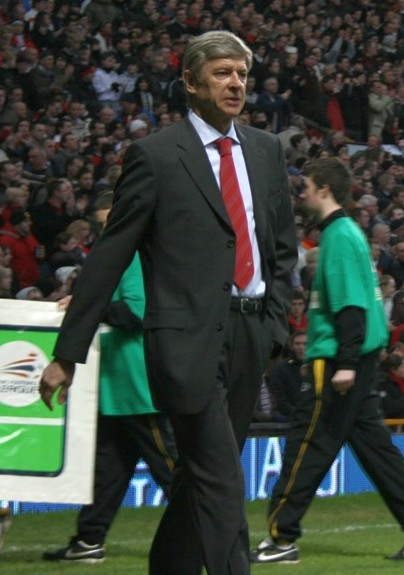
آرسن ونگر با سابقه‌ترین سرمربی شاغل حال حاضر لیگ برتر

طبق قوانین اتحادیه فوتبال اروپا، سرمربی‌های شاغل در لیگ برتر باید دارای مدرک مربی‌گری با نمره «آ» یا «ب» باشند. اگر سرمربی از کار برکنار شود یا استعفاء دهد، شخصی به عنوان مربی موقت می‌تواند حتی در صورت نداشتن مدرک سرمربی‌گری لازم، تا سقف ۱۲ هفته (سه ماه)، به عنوان سرمربی باشگاه فعالیت کند.
فهرست سرمربی‌های شاغل در لیگ برتر
| نام مربی           | نام تیم         | تاریخ ورود به تیم |
| ------------------ | --------------- | ----------------- |
| میکل آرتتا         | آرسنال          | ۱ دی ۱۳۹۸         |
| آرنه اسلوت         | لیورپول         | ۱۱ تیر ۱۴۰۳       |
| توماس فرانک        | برنتفورد        | ۲۴ مهر ۱۳۹۷       |
| ویتور پریرا        | ولورهمپتون      | ۲۹ آذر ۱۴۰۳       |
| گراهام پاتر        | وستهام یونایتد  | ۲۰ دی ۱۴۰۳        |
| رود فن نیستلروی    | لسترسیتی        | ۱۱ آذر ۱۴۰۳       |
| دیوید مویس         | اورتون          | ۲۲ دی ۱۴۰۳        |
| پپ گواردیولا       | منچستر سیتی     | ۱۱ تیر ۱۳۹۵       |
| ادی هوو            | نیوکاسل         | ۱۷ آبان ۱۴۰۰      |
| روبن آموریم        | منچستر یونایتد  | ۲۱ آبان ۱۴۰۳      |
| نونو اسپریتو سانتو | ناتینگهام فارست | ۲۹ آذر ۱۴۰۲       |
| کیران مک کنیا      | ایپسویچ تاون    | ۲۹ آذر ۱۴۰۰       |
| اونای امری         | استون ویلا      | ۱۰ آبان ۱۴۰۱      |
| آنگه پوستکوگلو     | تاتنهام         | ۱۰ تیر ۱۴۰۲       |
| انزو مارسکا        | چلسی            | ۱۱ تیر ۱۴۰۳       |
| سیمون راسک         | ساوت‌همپتون      | ۱۸ فروردین ۱۴۰۴   |
| مارکو سیلوا        | فولام           | ۱۰ تیر ۱۴۰۰       |
| الیور گلاسنر       | کریستال پالاس   | ۱ اسفند ۱۴۰۲      |
| آندونی ایرائولا    | بورنموث         | ۱۰ تیر ۱۴۰۲       |
| فابیان هورزلر      | برایتون         | ۱۱ تیر ۱۴۰۳       |